# Dinastia Qajar
La dinastia Qajar de Pèrsia fou una nissaga tribal turca que va governar Pèrsia del 1794 al 1925.

## Origen
El nom de la dinastia deriva d'un cap tribal i vol dir "El que avança amb rapidesa". Les primeres informacions segures són quan el 1591 van donar suport a Rustam, net d'Uzun Hàssan en la guerra civil dels aq qoyunlu. Després de la victòria safàvida a Sharur (1501) apareixen al costat d'Ismail I, ocupant alguns càrrecs sota els safàvides i formant una les tribus dels kizilbaxis safàvides. Al segle xvi els kans qadjars foren beglerbegs de Karabagh, el centre de la tribu; a més van ocupar càrrecs de governador a altres llocs com Gandja, Siraz, Erivan, Astarabad i Merv. Al segle xvii havien estat traslladats en la major part a Astarabad.
Després de l'assassinat de Nadir Xah el 1747, l'Imperi persa sota els afxàrides es desintegrà. Dins de l'Azerbaidjan sorgiren els kanats de Xirvan, Bakú, Karabagh, Gandja, Quba, Xaki, Talix, Erevan, Nakhitxevan, Maku i altres petites ciutats estat. Els kanats estigueren en constant guerra entre si i amb amenaces externes.

## Anys previs a l'arribada al tron
Vegeu: Fath Ali Khan, Muhammad Hasan Khan, Agha Muhammad Khan Qajar

## Història
Per la seva història detallada vegeu les biografies dels xas.

## Genealogia simple
- Fat·h-Alí Khan (+1726)
  - Muhàmmad Hasan Khan
    - Aga Muhàmmad Khan Qajar 1794-1797
      - Fat·h-Alí Xah Qajar 1797-1834
        - Ali Mirza (Ali Xah) 1834
        - Husayn Ali Mirza (Farman Farma) 1834-1835
        - Abbas Mirza (+1833)
          - Muhàmmad Xah Qajar 1834-1848
            - Nàssir-ad-Din Xah Qajar 1848-1896
              - Mudhàffar-ad-Din Xah Qajar 1896-1907
                - Muhàmmad-Alí Xah Qajar 1907-1909
                  - Ahmad Xah Qajar 1909-1925

## Genealogia ampliada
- Fat·h-Alí Khan (+1726)
  - Khadidja Begum
  - Muhammad Hasan Khan
  - Muhammad Husayn 
    - Agha Muhammad Khan Qajar 1794-1797
    - Husayn Kuli Khan (+1777)
      - Fat·h-Alí Xah Qajar 1797-1834
        - Muhammad Ali Mirza (1788-1821)
        - Hasan Ali Mirza
        - Muhammad Kuli Mirza
        - Abbas Mirza (+1833)
          - Muhammad Xah Qajar 1834-1848
            - Nàssir-ad-Din Xah Qajar 1848-1896
              - Mudhàffar-ad-Din Xah Qajar 1896-1907
                - Muhàmmad-Alí Xah Qajar 1907-1909
                  - Ahmad Xah Qajar 1909-1925
                  - Muhammad Hasan Mirza

                - Malik Mansur Mirza (Shua al-saltana)
                - Abu l-Fath Mirza (Salar al-Dawla)
                - Nasir al-Din Mirza (Nusrat al-saltana)

              - Masfud Mirza (Zill al-Sultan)
              - Kamran Mirza (Naib al-saltana)
                - Sultan Malik Mirza
                - Djahan Khanun (esposa de Muhammad Ali Shah)

              - Nusrat al-Din Mirza (Salar al-saltana)
              - Husayn Ali Mirza (Yamin al-saltana)
              - Sultan Ahmad Mirza (Adud al-saltana)

          - Bahman Mirza (+1884)
          - Sultan Murad Mirza
          - Hamza Mirza (+1882)
          - Ardashir Mirza
          - Farhad Mirza (+1888)
          - Kahraman Mirza
          - Khanlar Mirza
            - Abbas Mirza Mulkara
            - Muhammad Taki Mirza (+1901)
              - Ali Naki Mirza (Rukn al-Dawla)

        - Muhammad Wali Mirza
        - Husayn Ali Mirza (Farman Farma) 1834-1835
          - Rida Kuli Mirza
          - Wali Mirza
          - Taymur Mirza

        - Ali Mirza (+1854)
        - Fath Allah Mirza (Shua al-Saltana) (+1869)
          - Shukuh al-Saltana (mare de Muzaffar al-Din Shah)

        - Adud al-Dawla
          - Sultan Madjid Mirza (Ayn al-Dawla)
            - Abd al-Hamid Mirza (Shams al-Mulk)

          - Muhammad Mirza (Sayf al-Dawla)
          - Wadjid Allah Mirza (sipahsalar)
            - Nusrat Allah Mirza (Amr Khan Sardar)

    - Murtada Kuli
    - Mustafa Kuli
    - Djafar Kuli
    - Mahdi Kuli
    - Abbas Kuli
    - Rida Kuli
    - Ali Kuli